# جراب زلالي
الجراب الزلالي أو الكيس الزلالي الجراب كيس صغير مملوء بسائل مبطن بواسطة غشاء زلالي مع طبقة شعيرات داخلية من السائل اللزج (مماثل لبياض البيض الخام). يوفر وسادة بين العظام والأوتار أو العضلات حول المفصل. وهذا يساعد على تقليل الاحتكاك بين العظام ويسمح بحرية الحركة. تمتلئ الأجربة من السائل الزليلي وتوجد حول أكثر المفاصل الرئيسية في الجسم

## التركيب
هناك أربعة أنواع من الجراب: العارض، تحت الجلد، الزليلي، ودون العضلي. ومن بين هؤلاء، العارض هو الوحيد غير الأصلي. عندما يتعرض أي سطح جسم إلى الإجهاد المتكرر، الجراب العارض يتطور تحته. ومن الأمثلة الكوع وابهام القدم.

## العلامات السريرية
العدوى أو التهيج من الجراب يؤدي إلى التهاب كيسي (التهاب من الجراب). المصطلح العام لمرض الأجربة هو «اعتلال جرابي».

## روابط خارجية
- Image
- Diagram of elbow with olecranon bursa (broken link?) نسخة محفوظة 18 مارس 2006 على موقع واي باك مشين.
- -831848371 في مفكرة المُمارِس العام